# 僕らの時代 (遊助の曲)
「僕らの時代」（ぼくらのじだい）は、2022年9月21日にソニー・ミュージックレコーズから発売された遊助の33枚目のシングル。オリジナルアルバム『遊 are the one』に収録。

## 概要
前作「こむぎ」から約1年ぶりのシングル。
『こんなはずじゃねぇって生きるな、こんなもんだろうって生きても、こんなもんじゃねぇって生きて行こう』と今の時代に叫んだメッセージソング。
収録曲は表題曲の「僕らの時代」と『浪漫飛行/米米CLUB』のサンプリングカバー曲「浪漫飛行〜君と逢えたら〜」と『さすらい/奥田民生』のサンプリングカバー曲「さすらい〜旅路〜」の合計3曲。初回盤の映像商品は「浪漫飛行〜君と逢えたら〜」、「ライオン」、「History VⅢ」の3曲をスタジオライブの模様を収録。Youtubeにも公開しない完全パッケージ限定のプレミア映像。そして書き下ろし遊助のアクリルスタンドも封入された超贅沢なパッケージセット。通常盤には更にもう1曲追加の4曲収録。

## 販売形態
- 初回生産限定盤
  - CD+DVD+アクリルスタンド
- 通常盤
  - CDのみ

## 収録曲

### 初回生産限定盤
CD
1. 僕らの時代
作詞：遊助・Kenneth Kobori・Rhett Fisher、作曲：遊助・Kenneth Kobori・Rhett Fisher
2. 浪漫飛行〜君と逢えたら〜
作詞：米米CLUB、作曲：米米CLUB、編曲：遊助・Carlos K.
3. さすらい〜旅路〜
作詞：奥田民生、作曲：奥田民生、編曲：遊助・N.O.B.B

DVD
1. 浪漫飛行〜君と逢えたら〜
2. ライオン〜Acoustic Ver.〜
3. History VIII〜Acoustic Ver.〜

### 通常盤
CD
1. 僕らの時代
2. 浪漫飛行〜君と逢えたら〜
3. さすらい〜旅路〜
4. ライオン-Re-
作詞：遊助、作曲：遊助・Cube Juice、編曲：CUBE JUICE